# 俄羅斯的塔季揚娜·尼古拉耶芙娜女大公
塔季揚娜·尼古拉耶芙娜大公（俄语：Великая Княжна Татьяна Николаевна，1897年6月10日—1918年7月17日）是俄羅斯帝國末代沙皇尼古拉二世與妻子亞歷山德拉·費奧多蘿芙娜的第二个女儿。

## 生平

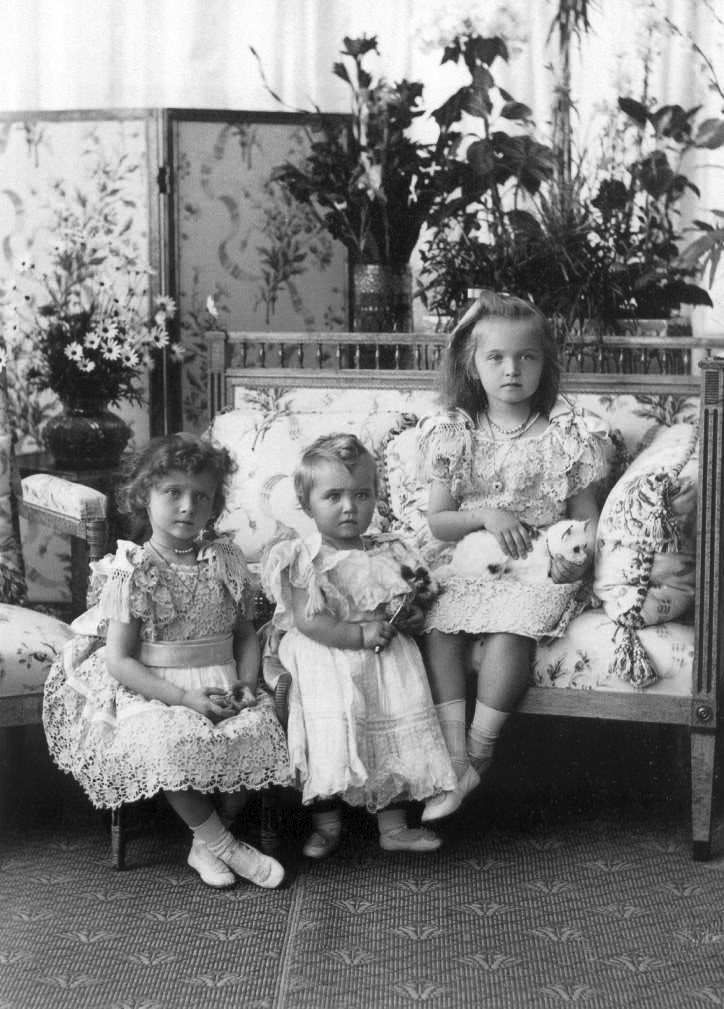
玛丽亚·尼古拉耶芙娜女大公、塔季扬娜·尼古拉耶芙娜女大公和奥丽加·尼古拉耶芙娜女大公于1900年拍摄的正式肖像

第一次世界大戰期間，塔季揚娜·尼古拉耶芙娜曾經擔任過護士。1918年7月，塔季揚娜·尼古拉耶芙娜與家人一起被布爾什維克的秘密警察秘密槍殺。

## 与拉斯普京的关系
塔季扬娜·尼古拉耶芙娜和家人一样，疼爱她的弟弟阿列克謝·尼古拉耶維奇·羅曼諾夫皇太子（有时被称作“宝贝”），皇室等候多年的继承人。这个男孩的血友病经常发作，有几次瀕臨死亡。塔季扬娜·尼古拉耶芙娜四姐妹和母亲一样，是血友病基因的潜在携带者。根据塔季扬娜·尼古拉耶芙娜的姑姑奥尔加·亚历山德罗夫娜女大公在日后的一次采访中提到，1914年12月，塔季扬娜·尼古拉耶芙娜的妹妹玛利亚·尼古拉耶芙娜在一次摘除扁桃腺的手术中发生大出血。这吓坏了执刀的医生，甚至必须亚历山德拉·費奧多羅芙娜皇后命令他，医生才能继续进行手术。奥尔加·亚历山德罗夫娜说她认为她四个侄女都比常人更易流血，她们和母亲一样都是血友病基因的携带者，而她们的母亲是从她的外祖母维多利亚女皇处遗传了这种基因。这种基因的携带者即使不是血友病患者，但也有血友病的一些症状，包括凝血因子比常人少而导致大量出血。

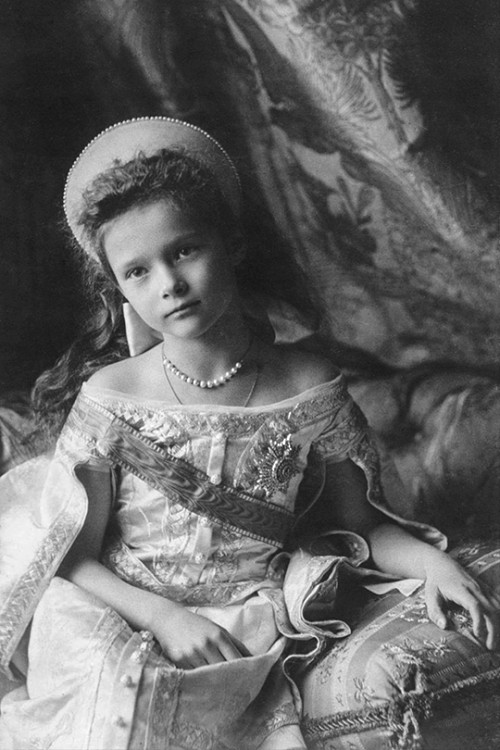
塔季扬娜·尼古拉耶芙娜女大公于1904年拍摄的正式肖像

格里戈里·拉斯普京是一个俄罗斯农民，亦是云游的东正教长老，或称“圣人”，皇后信任格里戈里·拉斯普京的建议，她认为是他的祷告多次挽救了生病的皇太子。塔季扬娜·尼古拉耶芙娜和兄弟姐妹们被教育要把格里戈里·拉斯普京当作“朋友”，还要和他经常通信。1907年秋天的时候，沙皇带着塔季扬娜·尼古拉耶芙娜的姑姑奥尔加·亚历山德罗夫娜女大公去育儿室见格里戈里·拉斯普京。塔季扬娜·尼古拉耶芙娜和兄弟姐妹们都穿着白色的睡衣。后来奥尔加·亚历山德罗夫娜回忆：“所有的小孩似乎都喜欢他。他们与格里戈里·拉斯普京在一起时是非常自在的。”格里戈里·拉斯普京在1909年2月寄给他们的一封电报中建议他们：“去爱上帝全部的天性，所有创造出的东西，特别是这个世界；而祂的母亲总是忙着刺绣与照顾花朵。”11岁的塔季扬娜·尼古拉耶芙娜给格里戈里·拉斯普京写了一封信，希望他来看望她，她因为母亲生病感到难过。她写道：“但是你肯定知道这件事，因为你什么都知道。”
然而有一位家庭教师蘇菲亚·伊万诺夫娜·丘切娃（俄语：Софья Ивановна Тютчева）在1910年对于格里戈里·拉斯普京被允许进入幼儿室感到反感，于是不让他进入，当时四位女大公则穿着长睡袍。虽然格里戈里·拉斯普京和孩子们的交往是完全纯洁的，但尼古拉二世还是要求格里戈里·拉斯普京以后避免进入幼儿室，以避免发生更多丑闻。年幼的塔季扬娜·尼古拉耶芙娜能够感受到育儿室中的紧张情况，害怕她母亲对蘇菲亚·伊万诺夫娜·丘切娃的行为的反应。在1910年3月8日，12岁的塔季扬娜·尼古拉耶芙娜在给她母亲的信中写道：“我很害怕蘇菲亚·伊万诺夫娜会说我们朋友的坏话。我希望现在我们的保姆会对我们的朋友好一点”。皇后最终开除了蘇菲亚·伊万诺夫娜·丘切娃。
蘇菲亚·伊万诺夫娜·丘切娃将这件事告诉皇室的其他成员，沙皇的妹妹克塞尼亚·亚历山德罗夫娜女大公听到后十分震惊，在1910年3月15日她记载了她无法理解沙皇一家将格里戈里·拉斯普京“几乎当作是圣人”，她认为他只是一个异端。格里戈里·拉斯普京总会在他们就寝前前去与奥丽加·尼古拉耶芙娜及塔季扬娜·尼古拉耶芙娜聊天，并且拥抱她们。女大公们对索菲亚·伊万诺夫娜隐瞒他拜访幼儿室的事，孩子们不敢与她谈论到格里戈里·拉斯普京。皇室的另一个保姆瑪利亞·伊萬諾夫娜·維什尼亞科娃（俄语：Мария Ивановна Вишнякова）曾是格里戈里·拉斯普京的信徒，但后来看穿了他的真面目。她在1910年春天宣称格里戈里·拉斯普京曾经强暴她。瑪利亞·伊萬諾夫娜·維什尼亞科娃说皇后拒绝相信她的说词，而且坚称格里戈里·拉斯普京所做的每件事都是神圣的。奥尔加·亚历山德罗夫娜女大公得知他们已经立即对瑪利亞·伊萬諾夫娜·維什尼亞科娃的指控展开调查，但“他们在床上抓到瑪利亞·伊萬諾夫娜·維什尼亞科娃与一名哥萨克皇帝警卫在一起”。瑪利亞·伊萬諾夫娜·維什尼亞科娃在控告格里戈里·拉斯普京后，被禁止与他见面，她最后在1913年被开除。
然而有谣言说格里戈里·拉斯普京不只是跟亚历山德拉·費奧多羅芙娜皇后发生关系，也包括尼古拉二世的四个女儿，这些谣言最后变成了耳语流传在社会上。后来亚历山德拉·費奧多羅芙娜皇后与四位女大公写给格里戈里·拉斯普京的信被格里戈里·拉斯普京公布出来，信的内容相当纯洁却又充满热情。不过卻让这些流言蜚语更加热烈地传遍了整个社会。这个谣言紧接着被人们以色情卡通的方式广为流传，描述格里戈里·拉斯普京与亚历山德拉·費奧多羅芙娜皇后在偷情，而旁边的四位女大公与维瑪利亞·伊萬諾夫娜·維什尼亞科娃则赤身裸体。尼古拉二世命令格里戈里·拉斯普京离开圣彼得堡一段时间，亚历山德拉·費奧多羅芙娜皇后对此十分不悦，于是格里戈里·拉斯普京前往巴勒斯坦进行朝圣之旅。尽管出现这些谣言，尼古拉二世一家直到格里戈里·拉斯普京在1916年12月17日被谋杀之前还是与他持续往来。在格里戈里·拉斯普京被谋杀的几周之前，皇后在1916年12月6日写给尼古拉二世道：“我们的朋友对我们的女儿们是如此的满意，他说她们经历了对她们年纪来说相对沉重的事情，她们的灵魂也成长了很多。”

## 监禁与处死

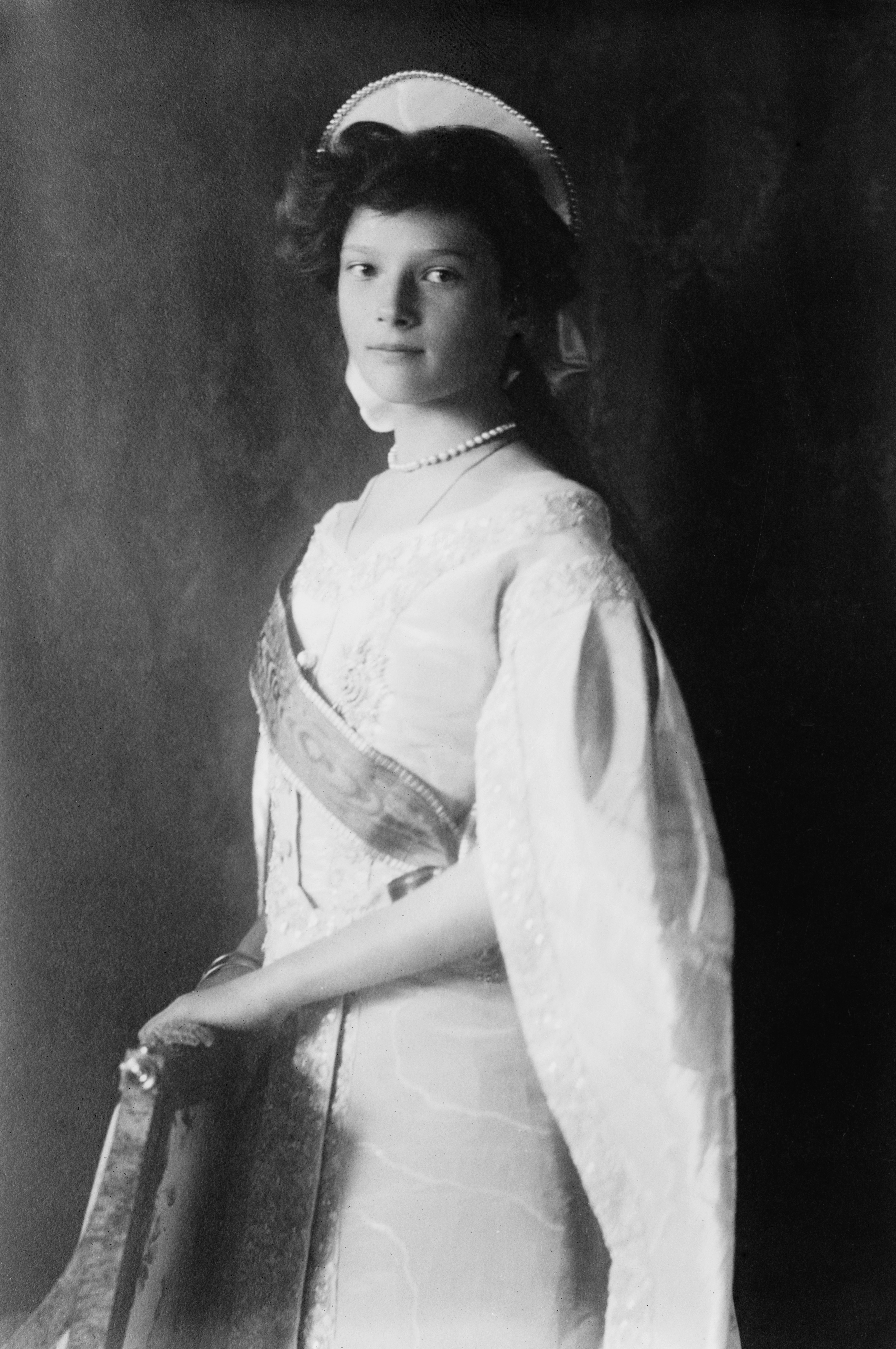
塔季扬娜·尼古拉耶芙娜女大公于1910年拍摄的正式肖像

在沙皇尼古拉二世于1917年退位之后，俄罗斯很快就陷入了内战。布尔什维克（通常称为红军）与尼古拉二世的家族（其中有一些是欧洲皇室的重要成员）为了释放罗曼诺夫家族而进行了多次谈判。效忠沙皇与独裁主义的白军往叶卡捷琳堡前进，所以红军陷入不稳定的情势中。红军知道叶卡捷琳堡将落入装备较佳的白军手中。当白军抵达叶卡捷琳堡时，沙皇一家已经完全消失了。最广被人们接受的说法是沙皇一家已经被谋杀了。这是白军调查员尼可拉斯·索可罗夫根据属于沙皇一家的物品被丢在一个位于Ганина Яма的矿坑通气口所做出的结论。
一份在处决沙皇尼古拉二世一家后，尤罗夫斯基所作呈报给布尔什维克党高层，被称为“尤罗夫斯基笔记”的纪录在1989年被发现。爱德华·拉辛斯基于1992年出版的《末代沙皇》（The Last Tsar）里叙述了许多细节。根据这本笔记的纪录，沙皇尼古拉二世一家在被处死的当晚被叫醒而且被要求穿着整齐。当他们问到为什么这样要求时，守卫则回答是为了他们的安全，所以要将尼可拉二世一家迁移到新的地方，以免在白军抵达叶卡捷琳堡时，他们会被白军施暴。在着装完毕后，沙皇一家与几个仆人及照料他们的波特金医生被聚集在伊帕提夫之屋地下室的一个小房间内来等待着。在亚历山德拉·費奧多羅芙娜皇后的要求下，她跟阿列克谢·尼古拉耶維奇·羅曼諾夫已允许坐在守卫准备的椅子上。在几分钟后，尤罗夫斯基带领着处决队伍进入房间。尤罗夫斯基没有任何犹豫，立刻就告诉沙皇他们一家已经被下令全数处决了。尼可拉二世才刚转头对家人说“什么”，一颗子弹就已经射向了他的脑袋。亚历山德拉·費奧多羅芙娜皇后与长女奥尔加·尼古拉耶芙娜试图用手来画一个十字，但是却一起被最早发射的子弹射中了头部，于是立刻双双毙命。其他的皇室随从也在短暂的时间内被射杀，除了皇后的侍女安娜·黛米多娃没被起先的子弹射死。她挣扎着想用随身带入地下室的小枕头来保护自己，因为枕头内装满了贵重的珠宝。不过她仍然被抵在房间的墙上，最后被刀刺死。
“尤罗夫斯基笔记”内进一步提到由于在短时间内有许多武器开火，所以小房间布满浓烟。在烟雾逐渐消散后，他们发现有些行刑者发射的子弹被两三位女大公的束腹所弹开，行刑者上前察看后发现这是因为她们将家族王冠上的珠宝与钻石缝在束腹的内衬中，为了来逃过监禁者的注意。因此这些束腹有些类似用来抵挡子弹的盔甲。根据尤罗夫斯基的回忆：阿纳斯塔西娅·尼古拉耶芙娜与玛丽亚·尼古拉耶芙娜踡伏在地，抵著墙壁来保护头部，直到她们被射杀为止。然而，另一个守卫彼得·艾马柯夫告诉妻子阿纳斯塔西娅·尼古拉耶芙娜后来是被刺刀杀死的。尤罗夫斯基也写道：当尸体被运送出去的时候，一名或几名女孩哭喊了起来，所以她们的后脑勺挨了棍棒。

## 外部連結
- livadia.org （页面存档备份，存于）

1. ↑  . www.thepeerage.com.   [2023-09-26]. （原始内容存档于2023-11-01）.